# オットー・フランケ

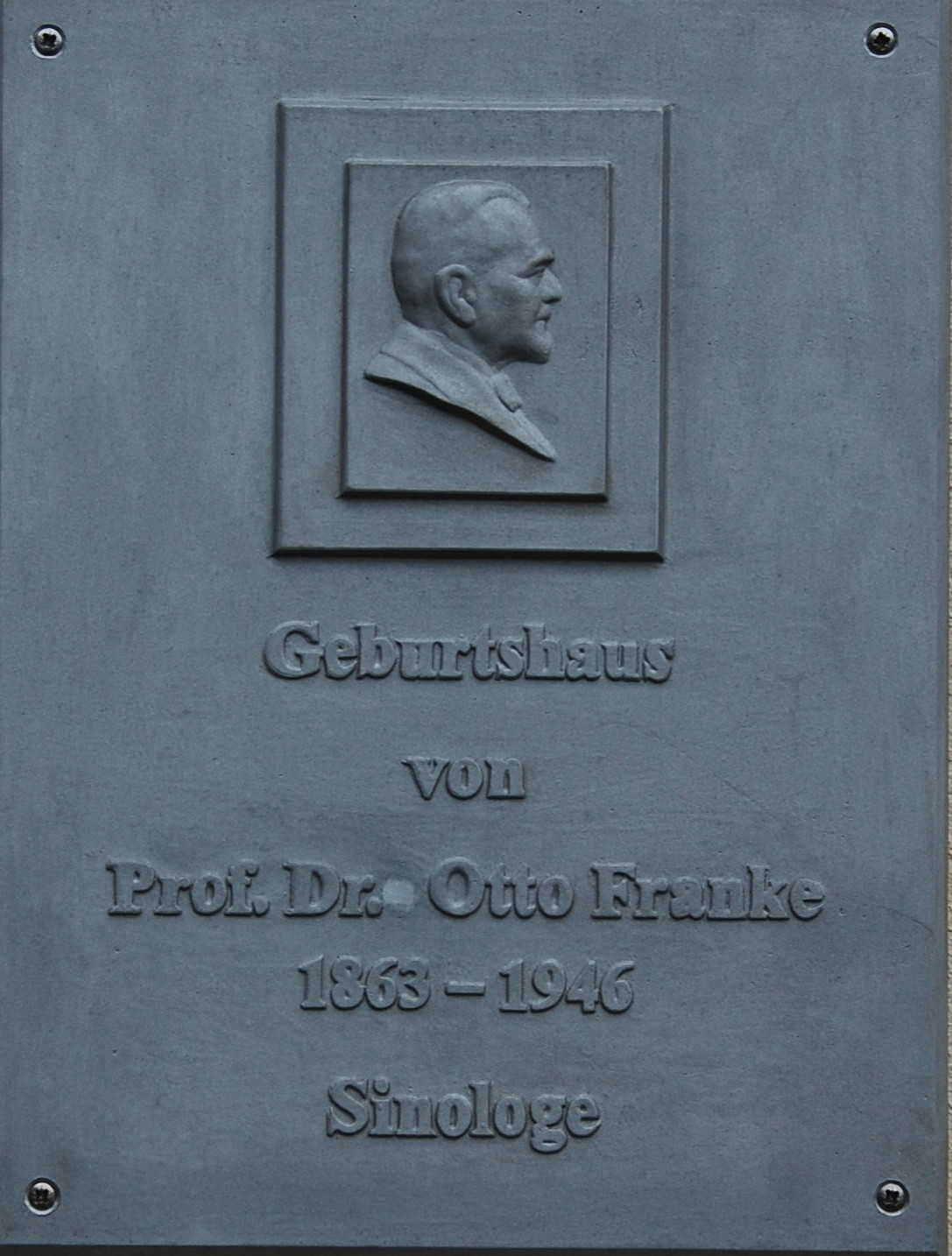
彼の生家にある記念碑

オットー・フランケ（Otto Franke、1863年9月27日 - 1946年8月5日）は、ドイツの東洋学者。とくに中国史の研究で知られる。主著に『中華帝国史』（5巻）がある。

## 経歴
フランケはゲルンローデ（今のザクセン＝アンハルト州ハルツ郡クヴェードリンブルクの一部）に生まれ、フライブルク大学で歴史学と比較言語学を専攻して卒業した後、ゲッティンゲン大学でサンスクリットを学び、インド学の研究で博士の学位を得た。その後、中国語を学び、1888年から1901年まで中国駐在ドイツ大使館の通訳として北京に赴任した。任期中フランケは中国各地およびモンゴル、朝鮮半島、日本を旅行した。1902年に帰国して、アジア関係のジャーナリストとして働いた。
1910年、ハンブルク植民地研究所（1919年からハンブルク大学）に新設された東アジア言語文化教授に就任した（後任はアルフレッド・フォルケ）。1923年にはベルリン大学に移った。同年、プロイセン科学アカデミーの会員に選ばれた。1931年に退官し、その後は『中華帝国史』の執筆に集中した。1937年に巻3を出した後に第二次世界大戦のために執筆は中断したが、それでも1944年に巻4を出版することができた。巻5（巻4の追補）は没後に出版された。
『Asia Major』誌は1933年にオットー・フランケの70歳記念特集号を刊行した。1933年までの著作一覧を含む。

## 家族・親族
- 息子：ヴォルフガング・フランケ(ドイツ語版、1912-2007)も中国学者。

## 主な著書
- Kêng tschi t'u: Ackerbau und seidengewinnung in China. Hamburg: L. Friederichsen & co. (1913)（『耕織図』）
- Studien zur Geschichte des konfuzianischen Dogmas und der chinesischen Staatsreligion: das Problem des Tsch'un-ts'iu und Tung Tschung-schu's Tsch'un-ts'iu fan lu. Hamburg: L. Friederichsen & co. (1920)（『春秋』と董仲舒『春秋繁露』の研究）

主著の『中華帝国史』は1938年に『支那正史』の題で日本語訳されている。
- Geschichte des Chinesischen Reiches. Leipzig: Walter de Gruyter. (1930-1952)（5巻）
  - 高山洋吉 訳『支那正史』東学社、1938年。（3巻）

外交官時代の日記と写真は2009年に出版された。
- Renata Fu-sheng Franke; Wolfgang Franke, ed (2009). „Sagt an, ihr fremden Lande …“ Ostasienreisen: Tagebücher und Fotografien (1888–1901). Steyler. ISBN 3805005628